# Adam Krajewski (dziennikarz)
Adam Roman Krajewski (ur. w 1859 we Lwowie, zm. 29 sierpnia 1915 tamże) – dziennikarz, redaktor, literat.

## Życiorys
Syn Romana. Z powodu trudności materialnych w 1873 przerwał naukę gimnazjalną. Pracował jako reporter w „Kurierze Polskim” we Lwowie, od 1886 w administracji „Dziennika Polskiego”.
Jego żoną od 1885 była Wincentyna Kędzierska, mieli pięciu synów i trzy córki.

## Publikacje
- Lwowskie przedmieścia : obrazki i szkice z przed pół wieku. Lwów, 1909
- Melpomena na przedmieściu. Lwów, 1912